# فهرست استانداران سیستان و بلوچستان
این فهرست اسامی استانداران استان سیستان و بلوچستان، (از سال تشکیل استان در سال ۱۳۳۶ تاکنون) می‌باشد.

## فرمانداران کل
- اسدالله علم: ۱۳۲۶ تا ۱۳۲۷ در دوره قوام‌السلطنه[۱]
- علی‌اکبر اسدی: ۱۳۳۰ تا ؟[۲]
- محمد مهران: مهر ۱۳۳۳ تا ۱۳۳۶[۳]

## استانداران
| نام                 | آغاز تصدی       | پایان تصدی     | مدت | دوره                | م.     |
| ------------------- | --------------- | -------------- | --- | ------------------- | ------ |
| دوره پهلوی          |                 |                |     |                     |        |
| محمد مهران          | ۱۳۳۶            |                |     |                     |        |
| ابراهیم پارسا       |                 |                |     |                     |        |
| لطفعلی قوامی        | ۱۳۴۱            |                |     |                     | [ ۴ ]  |
| عبدالمجید نصراللهی  | ۱۳۴۳            | ۱۳۴۶           |     |                     |        |
| عبدالعلی دهستانی    | ۱ خرداد ۱۳۴۶    |                |     |                     | [ ۵ ]  |
| فضل‌الله معتمدی      | ۱ اردیبهشت ۱۳۵۰ | ۱۹ دی ۱۳۵۱     |     |                     | [ ۶ ]  |
| عباس منیعی          | ۱۹ دی ۱۳۵۱      |                |     |                     | [ ۷ ]  |
| جمهوری اسلامی ایران |                 |                |     |                     |        |
| غلامرضا دانش نارویی | ۱۰ اسفند ۱۳۵۷   | ۵ شهریور ۱۳۵۸  |     | مهدی بازرگان        |        |
| حبیب جریری          | ۵ شهریور ۱۳۵۸   | ۱۸ دی ۱۳۵۸     |     | مهدی بازرگان        | [ ۸ ]  |
| حمید بهرامی احمدی   | ۱۸ دی ۱۳۵۸      | ۱۹ تیر ۱۳۵۹    |     | شورای انقلاب        |        |
| منوچهر محمدی        | ۱۵ شهریور ۱۳۵۹  | ۲۶ بهمن ۱۳۶۰   |     | محمدعلی رجایی       |        |
| محمدتقی عاقبت رفعت  | ۲۶ بهمن ۱۳۶۰    | ۱۵ تیر ۱۳۶۲    |     | میرحسین موسوی       |        |
| سید احمد نصری       | ۱۵ تیر ۱۳۶۲     | ۱۶ آبان ۱۳۶۴   |     | میرحسین موسوی       |        |
| محمود اشجع          | ۱۱ دی ۱۳۶۴      | ۹ مهر ۱۳۶۸     |     | میرحسین موسوی       |        |
| محمود حجتی          | ۹ مهر ۱۳۶۸      | ۲۱ شهریور ۱۳۷۳ |     | اکبر هاشمی رفسنجانی |        |
| وجیه‌الله آقاتقی     | ۲۱ شهریور ۱۳۷۳  | ۲۸ دی ۱۳۷۳     |     | اکبر هاشمی رفسنجانی |        |
| علی بخش جهانبخش     | ۲۸ دی ۱۳۷۳      | ۲۹ مهر ۱۳۷۶    |     | اکبر هاشمی رفسنجانی |        |
| سید محمود حسینی     | ۲۹ مهر ۱۳۷۶     | ۱۶ تیر ۱۳۸۱    |     | سید محمد خاتمی      |        |
| حسین امینی          | ۱۶ تیر ۱۳۸۱     | ۲۰ شهریور ۱۳۸۴ |     | سید محمد خاتمی      |        |
| حبیب‌الله دهمرده     | ۲۰ شهریور ۱۳۸۴  | ۱۳ شهریور ۱۳۸۷ |     | محمود احمدی‌نژاد     |        |
| علی‌محمد آزاد        | ۱۳ شهریور ۱۳۸۷  | ۲۴ مرداد ۱۳۹۱  |     | محمود احمدی‌نژاد     |        |
| حاتم ناروئی         | ۲۴ مرداد ۱۳۹۱   | ۲۹ آبان ۱۳۹۲   |     | محمود احمدی‌نژاد     |        |
| علی اوسط هاشمی      | ۲۹ آبان ۱۳۹۲    | ۱۴ آبان ۱۳۹۶   |     | حسن روحانی          |        |
| سید دانیال محبی     | ۱۴ آبان ۱۳۹۶    | ۲۶ آبان ۱۳۹۷   |     | حسن روحانی          |        |
| احمدعلی موهبتی      | ۲۶ آبان ۱۳۹۷    | ۲۱ شهریور ۱۴۰۰ |     | حسن روحانی          | [ ۱۰ ] |
| حسین مدرس خیابانی   | ۲۱ شهریور ۱۴۰۰  | ۴ دی ۱۴۰۱      |     | سید ابراهیم رئیسی   |        |
| محمد کرمی           | ۴ دی ۱۴۰۱       | ۹ آبان ۱۴۰۳    |     | سید ابراهیم رئیسی   |        |
| منصور بیجار         | ۹ آبان ۱۴۰۳     | متصدی          |     | مسعود پزشکیان       | [ ۱۱ ] |